# Кубок Португалії з футболу серед жінок
Кубок Португалії з футболу серед жінок (порт. Taça de Portugal Feminina) — щорічне змагання для португальських жіночих футбольних клубів, що проводиться Португальською футбольною федерацією. Перший турнір за олімпійською системою в жіночому футболі Португалії. Заснований 2003 року. Завдяки титульному спонсору відомий під назвою Taça de Portugal Feminina Allianz. У кубку виступають представники Вищого та Другого дивізіонів чемпіонату Португалії.
Переможець кубку отримує право зіграти з переможцем національного чемпіонату за Суперкубок Португалії.

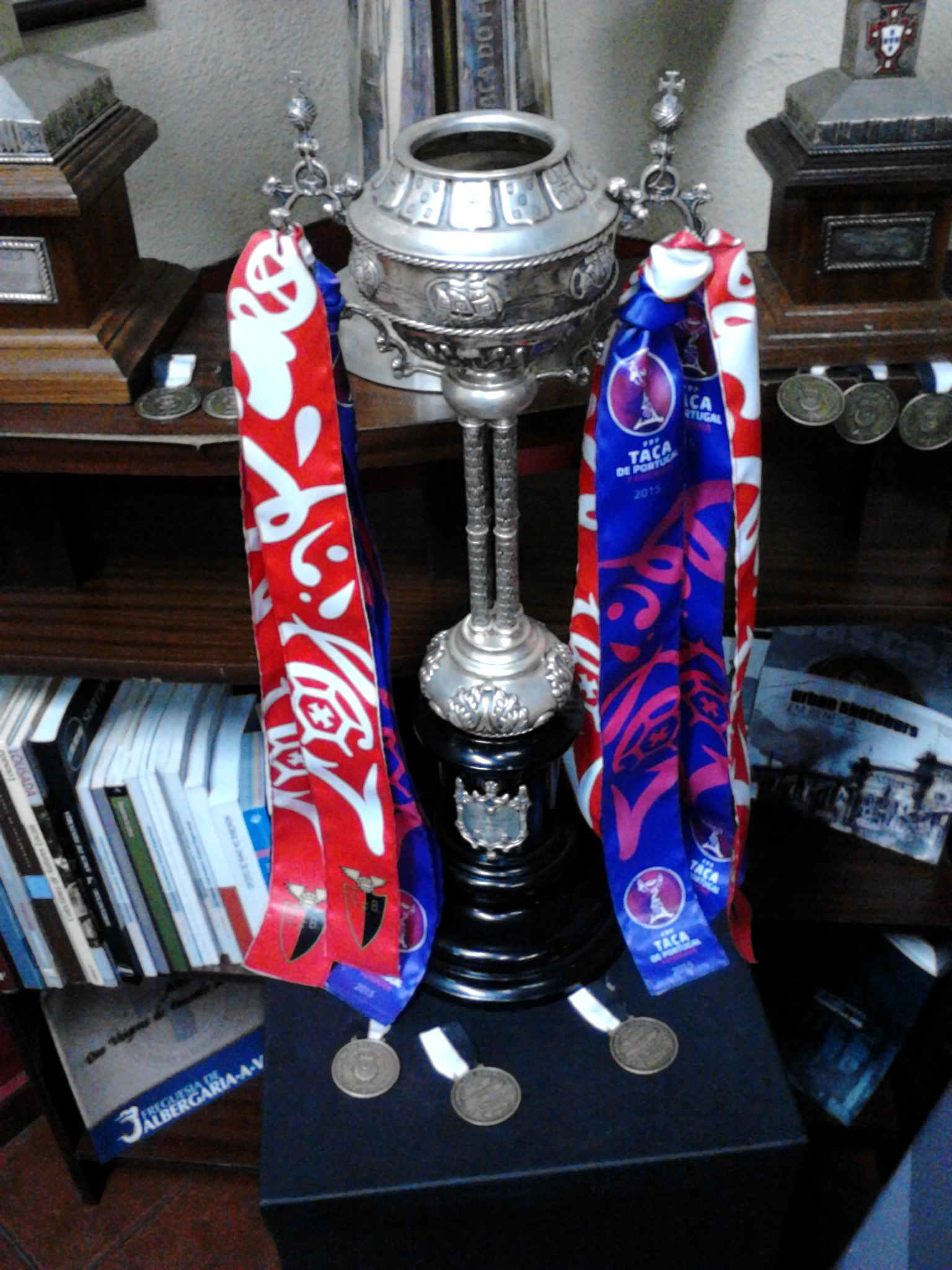
Трофей, що вручають команді-переможцю Taça de Portugal Feminina

Першим переможцем турніру став «Прімейру Дісембру» (2003/04), який є рекордсменом за кількістю здобутих трофеїв - 7.

## Фіналісти
| Рік     | Переможець                                      | Результат                                       | Фіналіст                                        |
| ------- | ----------------------------------------------- | ----------------------------------------------- | ----------------------------------------------- |
| 2003–04 | «Прімейру Дісембру»                             | 6–0                                             | «Марітіму Муртоенсі»                            |
| 2004–05 | «Марітіму Муртоенсі»                            | 3–2                                             | «Варжеа»                                        |
| 2005–06 | «Прімейру Дісембру»                             | 3–1                                             | «Марітіму Муртоенсі»                            |
| 2006–07 | «Прімейру Дісембру»                             | 5–0                                             | «Боавішта»                                      |
| 2007–08 | «Прімейру Дісембру»                             | 6–0                                             | «Клубе де Альбергарія»                          |
| 2008–09 | «Ескола»                                        | 1–1 (6–5 пен.)                                  | «Боавішта»                                      |
| 2009–10 | «Прімейру Дісембру»                             | 6–0                                             | «Боавішта»                                      |
| 2010–11 | «Прімейру Дісембру»                             | 3–0                                             | «КФБ»                                           |
| 2011–12 | «Прімейру Дісембру»                             | 4–0                                             | «Клубе де Альбергарія»                          |
| 2012–13 | «Боавішта»                                      | 3–1                                             | «Валадареш Гайя»                                |
| 2013–14 | «Атлетіку Уріенсі»                              | 1–0                                             | «КФБ»                                           |
| 2014–15 | «КФБ»                                           | 1–0                                             | «Клубе де Альбергарія»                          |
| 2015–16 | «КФБ»                                           | 2–1                                             | «Валадареш Гайя»                                |
| 2016–17 | «Спортінг»                                      | 1–1 (2–1 дод. час)                              | «Брага»                                         |
| 2017–18 | «Спортінг»                                      | 0–0 (1–0 дод. час)                              | «Брага»                                         |
| 2018–19 | «Бенфіка»                                       | 4–0                                             | «Валадареш Гайя»                                |
| 2019–20 | «Брага»                                         | 3–1                                             | «Бенфіка»                                       |
| 2020–21 | Через пандемію Covid-19 чемпіонат не проводився | Через пандемію Covid-19 чемпіонат не проводився | Через пандемію Covid-19 чемпіонат не проводився |
| 2021–22 | «Спортінг»                                      | 2–1                                             | «Фамалікан»                                     |
| 2022–23 | «Фамалікан»                                     | 2–0                                             | «Брага»                                         |
| 2023–24 | «Бенфіка»                                       | 4–1                                             | «Расінг Павер»                                  |
| 2024–25 | «Торреенсе»                                     | 1–1 (2–1 дод. час)                              | «Бенфіка»                                       |

### Виступи по клубах
| Club                   | Winners | Runners-up | Winning years                            | Runner-up years  |
| ---------------------- | ------- | ---------- | ---------------------------------------- | ---------------- |
| «Прімейру Дісембру»    | 7       | 0          | 2004, 2006, 2007, 2008, 2010, 2011, 2012 | –                |
| «Спортінг»             | 3       | 0          | 2017, 2018, 2022                         | –                |
| «КФБ»                  | 2       | 2          | 2015, 2016                               | 2011, 2014       |
| «Бенфіка»              | 2       | 2          | 2019, 2024                               | 2020, 2025       |
| «Боавішта»             | 1       | 3          | 2013                                     | 2007, 2009, 2010 |
| «Марітіму Муртоенсі»   | 1       | 2          | 2005                                     | 2004, 2006       |
| «Брага»                | 1       | 3          | 2020                                     | 2017, 2018, 2023 |
| «Фамалікан»            | 1       | 1          | 2023                                     | 2022             |
| «Ескола»               | 1       | 0          | 2009                                     | –                |
| «Атлетіку Уріенсі»     | 1       | 0          | 2014                                     | –                |
| «Торреенсе»            | 1       | 0          | 2025                                     | –                |
| «Клубе де Альбергарія» | 0       | 3          | –                                        | 2008, 2012, 2015 |
| «Валадареш Гайя»       | 0       | 3          | –                                        | 2013, 2016, 2019 |
| «Варжеа»               | 0       | 1          | –                                        | 2005             |
| «Расінг Павер»         | 0       | 1          | –                                        | 2024             |